# Kelemen Fanni
Kelemen Fanni (Siófok, 1997. május 30. –) magyar színésznő, musicalénekes.

## Életpályája
A középiskolai a székesfehérvári Hermann László Zeneművészeti Szakgimnázium és Alapfokú Művészetoktatási Iskola magánénekszakán végezte. Ezt követően a Pesti Broadway Stúdióban tanult, ahol Szendi Szilvi és Kékkovács Mara voltak a tanárai. 2019-től szerepel a Budapesti Operettszínház előadásaiban. 2022-2025 között a Színház- és Filmművészeti Egyetem drámainstruktor szakán tanult.

## Színházi szerepei

### Budapesti Operettszínház
- Hegedűs a háztetőn - Háva
- Virágot Algernonnak - Alice
- Rozsda lovag és Fránya Frida - Szélvész várkisasszony
- Jekyll és Hyde - Emma Carew
- Monte Cristo grófja - Haydée
- Veszedelmes viszonyok - Cécile de Volanges
- Az Orfeum mágusa - Ethel
- Carmen - Katharina, a polgármester lánya
- Hamupipőke - Szerénke, mostohanővér
- Rozsda lovag és a kísértet - Szélvész várkisasszony
- Vágy villamosa - Blance (vizsgaelőadás)